# 托马斯·斯特里特
托马斯·斯特里特（英語：Thomas Street，1621年3月5日—1689年8月17日），英格蘭天文學家。1661年，他出版了卡羅萊納天文學，天體運動的新理論(Astronomia Carolina, a new theorie of Coelestial Motions)。隨後於1664年的一個卡羅萊納天文學附錄（包括資料表在內）。
卡羅萊納天文學已被廣泛閱讀，並於學生其後來成為十分著名的權威人士，如：艾薩克·牛頓、約翰·弗拉姆斯蒂德。斯特里特在卡羅萊納天文學資料表取得了一定的聲譽準確性：例如：弗拉姆斯蒂德曾稱“卡羅萊納的資料表中存在著準確性”，以及卡羅萊納天文學本身出現第二版和第三版遲於1710與1716年。
1674年根據斯特里特的發現後，描述與使用行星系連同製成簡易的資料表，連同在同一年資料表預測，透過羅伯特·安德森伴隨在辯論的工作。
為克卜勒的追隨者，斯特里特的主張類似於克卜勒，地球的速度每天旋轉並不是均勻的。他認為運轉的增加源自於接近了太陽。
斯特里特天文學家有時被混淆與另一個1626年至1696年的托馬斯街法官。
斯特里特其他天文學資訊是透過由他當代的約翰·奧布里記載於“簡要的生活”。
卡喬里上市斯特里特出版物中的一些小冊子，其中包括一個提出有關斯特里特與他的天文學競爭對手文森特翼，如何進行一場激烈的辯論戰，對手並發表了斯特里特的卡羅萊納天文學之批評。
愛德蒙·哈雷（1656-1742），撰寫斯特里特作為他的'好朋友'（根據哈雷的傳記），並表示他們共同已經觀察到月食。哈雷於1710年撰寫斯特里特的卡羅萊納天文學附錄，與卡喬里相同的表示，哈雷實際上是“引出”1710年的版本。
月球上的斯特里特环形山以他的名字命名。